# コーリング・オール・ガールズ
「コーリング・オール・ガールズ」 (Calling All Girls) は、イギリスのロックバンド・クイーンによる楽曲。アルバム『ホット・スペース』B面の3番目の曲であり、ロジャー・テイラー作曲。このアルバムからは4番目のシングルである。1982年夏に、アメリカ、カナダでシングルとしてリリースされ、それぞれでピーク時に60位、33位を獲得した。
『コーリング・オール・ガールズ』は、シングルとしてリリースされた最初のロジャー・テイラーの曲であり、アメリカ、オーストラリア、カナダを含む国でリリースされたが、イギリスではされなかった。ロジャーは、ブレークの間にフィードバックノイズを演奏し、ギターの曲を構成している。レコードスクラッチを使用し、ラップやヒップホップにも触れられており、メインストリームに登場する。
この曲はHot Space Tourで演奏されたが、ヨーロッパでは演奏されず北米と日本でのみ演奏され、日本の西武ライオンズ球場公演の音源が「オン・ファイアー/クイーン1982」のDVDに収められた。

## プロモーションビデオ
ビデオは、ジョージ・ルーカスの映画『THX 1138』のパロディであり、『グレイテスト・ビデオ・ヒッツ2』やバンドのオフィシャルYouTubeページで公開されるまでは貴重であった。ロジャーとブライアンは、このビデオを見下していることをコメントで率直に述べており、ロジャーは、この曲のメッセージはビデオ中で目立って登場するロボットとは関係がなかったと述べている。

## 担当
- フレディ・マーキュリー - リード・ヴォーカル、コーラス
- ブライアン・メイ - エレクトリック・ギター
- ロジャー・テイラー - ドラムス、パーカッション、アコースティック・ギター
- ジョン・ディーコン - ベース

## シングル収録曲
1. コーリング・オール・ガールズ - Calling All Girls (Taylor)
2. プット・アウト・ザ・ファイア - Put Out the Fire (May)

## ライヴ
- オン・ファイアー/クイーン1982 (DVD)